# Alois von Beckh-Widmanstätten
Alois von Beckh-Widmanstätten, nome completo Alois Joseph Franz Xaver Beckh, Edler von Widmanstetter, ma famoso come Conte Alois Von Widmanstätten (Graz, 13 luglio 1754 – Vienna, 10 giugno 1849), è stato un tipografo e scienziato austriaco.
Fu direttore dell'Imperial Porcelain Works di Vienna.

## Le figure di Widmanstätten

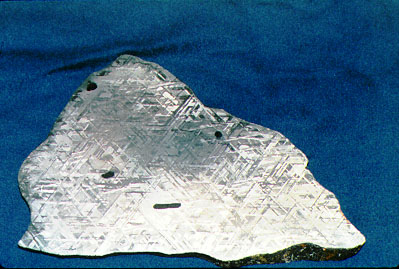
Le figure di Widmanstätten che appaiono quando si incide con l'acido una meteorite ferrosa

Alois von Beckh-Widmanstätten è famoso per la scoperta delle figure di Widmanstätten. Nel 1808, scaldando delicatamente sul fuoco diverse meteoriti ferrose, vide apparire degli intricati disegni: le diverse leghe metalliche che compongono le meteoriti ferrose si erano ossidate in maniera differenziata facendo apparire la struttura dei cristalli metallici. Widmanstätten non pubblicò la sua scoperta, ma ne diede solo notizia oralmente. Nonostante ciò venne immediatamente riconosciuto come lo scopritore ufficiale e Carl von Schreibers, direttore del Museo Mineralogico e Zoologico di Vienna, diede il suo nome a queste figure.
In realtà G. Thomson, un geologo inglese che viveva a Napoli, aveva pubblicato questa scoperta già nel 1804. Ripubblicò la notizia anche in italiano nel 1808 e per questo, pur essendo stata indipendente, la scoperta di Widmanstätten è senza dubbio posteriore.

## Eredità
A lui sono inoltre intitolati il cratere Widmannstätten sulla Luna e l'asteroide della fascia principale 21564 Widmanstätten.